# Natação nos Jogos Olímpicos de Verão de 2020 - 400 m livre feminino
A competição dos 400 m livre feminino da natação nos Jogos Olímpicos de Verão de 2020 foi disputada entre 25 e 26 de julho de 2021 no Centro Aquático, em Tóquio. Um total de 26 nadadoras de 19 Comitês Olímpicos Nacionais (CON) participaram do evento.

## Qualificação
O tempo de qualificação olímpica ao evento foi de 4min07s90. Até duas nadadoras por Comitê Olímpico Nacional (CON) poderiam se qualificar automaticamente nadando naquele tempo em um evento de qualificação aprovado. Por sua vez, o tempo de seleção olímpica foi de 4min15s34. Até uma nadadora por CON estaria elegível para a qualificação com esse tempo com sua entrada classificada em um ranking até que o número de participantes fosse atingido. CONs sem uma nadadora qualificada em qualquer evento poderiam obter seus lugares através das vagas de universalidade.

## Formato
A competição consiste em duas rodadas: preliminares e final. As nadadoras com os 8 melhores tempos nas preliminares avançam a final. Desempates (swim-offs) são utilizados conforme necessário para quebrar os empates de avanço a próxima rodada.

## Calendário
Horário local (UTC+9)
| Data                | Horário | Fase         |
| ------------------- | ------- | ------------ |
| 25 de julho de 2021 | 20:05   | Preliminares |
| 26 de julho de 2021 | 11:20   | Final        |

## Medalhistas
| Ouro   | AUS Ariarne Titmus |
| Prata  | USA Katie Ledecky  |
| Bronze | CHN Li Bingjie     |

## Recordes
Antes desta competição, os recordes mundiais e olímpicos da prova eram os seguintes:
| Tipo | Atleta        | Tempo   | Local          | Data                |
| ---- | ------------- | ------- | -------------- | ------------------- |
|      | Katie Ledecky | 3:56.46 | Rio de Janeiro | 7 de agosto de 2016 |
|      | Katie Ledecky | 3:56.46 | Rio de Janeiro | 7 de agosto de 2016 |

## Resultados

### Preliminares
As nadadoras com as 8 primeiras colocações, independente da bateria, avançam a final.
| Pos. | Bateria | Raia | Nadadora                 | CON                          | Tempo   | Notas            |
| ---- | ------- | ---- | ------------------------ | ---------------------------- | ------- | ---------------- |
| 1    | 3       | 4    | Katie Ledecky            | USA Estados Unidos           | 4:00.45 | Q                |
| 2    | 3       | 5    | Li Bingjie               | CHN China                    | 4:01.57 | Q,               |
| 3    | 4       | 4    | Ariarne Titmus           | AUS Austrália                | 4:01.66 | Q                |
| 4    | 4       | 8    | Erika Fairweather        | NZL Nova Zelândia            | 4:02.28 | Q,               |
| 5    | 3       | 6    | Summer McIntosh          | CAN Canadá                   | 4:02.72 | Q,               |
| 6    | 3       | 2    | Isabel Gose              | GER Alemanha                 | 4:03.21 | Q,               |
| 7    | 4       | 6    | Paige Madden             | USA Estados Unidos           | 4:03.98 | Q                |
| 8    | 4       | 2    | Tang Muhan               | CHN China                    | 4:04.07 | Q                |
| 9    | 4       | 3    | Tamsin Cook              | AUS Austrália                | 4:04.80 |                  |
| 10   | 4       | 5    | Ajna Késely              | HUN Hungria                  | 4:05.34 |                  |
| 11   | 4       | 1    | Waka Kobori              | JPN Japão                    | 4:05.57 |                  |
| 12   | 2       | 3    | Julia Hassler            | LIE Liechtenstein            | 4:06.98 | Recorde nacional |
| 13   | 2       | 5    | Joanna Evans             | BAH Bahamas                  | 4:07.50 |                  |
| 14   | 3       | 7    | Anastasiya Kirpichnikova | ROC                          | 4:08.01 |                  |
| 15   | 3       | 3    | Anna Egorova             | ROC                          | 4:08.24 |                  |
| 16   | 3       | 8    | Beril Böcekler           | TUR Turquia                  | 4:08.27 |                  |
| 17   | 2       | 6    | Marlene Kahler           | AUT Áustria                  | 4:08.37 | Recorde nacional |
| 18   | 4       | 7    | Leonie Kullmann          | GER Alemanha                 | 4:10.25 |                  |
| 19   | 2       | 4    | Merve Tuncel             | TUR Turquia                  | 4:11.06 |                  |
| 20   | 3       | 1    | Miyu Namba               | JPN Japão                    | 4:13.49 |                  |
| 21   | 2       | 2    | Han Da-kyung             | KOR Coreia do Sul            | 4:16.49 |                  |
| 22   | 2       | 7    | Sasha Gatt               | MLT Malta                    | 4:19.75 |                  |
| 23   | 2       | 1    | Tiana Rabarijaona        | MAD Madagascar               | 4:28.41 |                  |
| 24   | 1       | 4    | Eda Zeqiri               | KOS Kosovo                   | 4:38.02 |                  |
| 25   | 1       | 5    | Talita Te Flan           | CIV Costa do Marfim          | 4:38.92 |                  |
| 26   | 1       | 3    | Natalia Kuipers          | ISV Ilhas Virgens Americanas | 4:39.42 |                  |

### Final
As três nadadoras mais rápidas na final conquistaram as medalhas.
| Pos. | Raia | Nadadora          | CON                | Tempo   | Notas              |
| ---- | ---- | ----------------- | ------------------ | ------- | ------------------ |
| 01 ! | 3    | Ariarne Titmus    | AUS Austrália      | 3:56.69 | Recorde da Oceania |
| 02 ! | 4    | Katie Ledecky     | USA Estados Unidos | 3:57.36 |                    |
| 03 ! | 5    | Li Bingjie        | CHN China          | 4:01.08 | Recorde asiático   |
| 4    | 2    | Summer McIntosh   | CAN Canadá         | 4:02.42 | Recorde nacional   |
| 5    | 8    | Tang Muhan        | CHN China          | 4:04.10 |                    |
| 6    | 6    | Isabel Gose       | GER Alemanha       | 4:04.98 |                    |
| 7    | 7    | Paige Madden      | USA Estados Unidos | 4:06.81 |                    |
| 8    | 1    | Erika Fairweather | NZL Nova Zelândia  | 4:08.01 |                    |

Legenda
| Recorde mundial      | Recorde mundial (World record)               |                       | Recorde africano                      | Recorde africano (African) |                                           | Q | Classificado por posição (Qualified) |
| Recorde olímpico     | Recorde olímpico (Olympic record)            | Recorde da América    | Recorde da América (Americas)         | q                          | Classificado por melhor tempo (Qualified) |   |                                      |
| Melhor marca do ano  | Melhor marca do ano (World leading)          | Recorde asiático      | Recorde asiático (Asian)              | DNS                        | Não largou (Did not start)                |   |                                      |
| Recorde nacional     | Recorde nacional (National record)           | Recorde europeu       | Recorde europeu (European)            | DNF                        | Não terminou (Did not finish)             |   |                                      |
| Recorde pessoal      | Recorde pessoal do atleta (Personal best)    | Recorde da Oceania    | Recorde da Oceania (Oceania)          | DSQ / DQ                   | Desclassificado (Disqualified)            |   |                                      |
| Recorde da temporada | Recorde da temporada do atleta (Season best) | Recorde sul-americano | Recorde sul-americano (South America) | NM                         | Sem marca (No mark)                       |   |                                      |